# Cascata de Geli Ali Beg
A Cascata de Geli Ali Beg (em árabe: شلال كلي علي بك) é uma queda de água no Curdistão Iraquiano, na parte montanhosa do norte do país, a cerca de 130km a norte da cidade de Erbil.
Esta cascata recebe muitos visitantes e turistas de todo o país, durante todo o ano.